# ソフォニスバの死 (プレーティ)
『ソフォニスバの死』（ソフォニスバのし、仏: La Mort de Sophonisbe、英: The Death of Sophonisba）、または『毒を飲むソフォニスバ』（どくをのむソフォニスバ、仏: Sophonisbe prenant le poison、英: Sophonisba Taking Poison）は、イタリア・バロック期の画家マッティア・プレーティが1670年ごろ、キャンバス上に油彩で制作した絵画である。古代カルタゴにおけるソフォニスバの自害を描いている。ローマのサン・ルイジ・デイ・フランチェージ教会にフランス政府が一時的に置いていた接収作品の代わりに、1802年に没収された。1804年に作品はパリにもたらされ、1811年以来、ルーヴル美術館からの寄託作品としてリヨン美術館に所蔵されている。

## 主題
ソフォニスバは、第二次ポエニ戦争時のカルタゴの将軍の娘であった。彼女は古代ローマと同盟関係にあった隣国ヌミディアの王子と結婚し、彼をローマと切り離すことに成功した。その後、王子は別のヌミディアの指導者マシニッサに捕らえられるが、マシニッサもまたソフォニスバと恋に落ちてしまい、彼女と結婚する。マシニッサという同盟者をまたしてもソフォニスバのために失うことを防ぐために、ローマの将軍スキピオは彼女が降伏し、捕虜となってローマに送られることを要求した。スキピオに挑むことに踏み切れなかったマシニッサはソフォニスバに毒の杯を与え、彼女はそれを飲んだ。ソフォニスバの死は、イタリアと北方ヨーロッパのバロック期の画家たちに人気のある主題であった。 

## 作品
本作は力強くダイナミックな作品である。プレーティはカラヴァッジョの悲劇的で暗い作品に影響を受けた。画面は演劇的特質を持ち、建築的要素は書割の役割を果たす。ソフォニスバは青白く歪んだ顔をしており、ちょうど飲んだばかりの毒の急速な影響が現われているように見える。彼女は左手を胸の上に置き、右手で毒の杯を持っている。マシニッサは肩の上に赤いトーガを纏っているが、それは殺害と破滅的な恋を表している。ソフォニスバが身に着けている服は、高貴な人々には稀な色であった青色である。
ソフォニスバとマシニッサ2人の愛は、バロック美術を代表するプットによっても強調されている。鑑賞者の視線は、場面の中心人物であるソフォニスバに向けられる。画面下部右側の女性は、憂慮していることの印としてハンカチで鼻を隠している。上部右側に見える青空は、灰色から黒色で描かれている多くの雲に覆われている。空を暗色にしているこれらの色は、ソフォニスバの死を示唆する。
1987年に、絵画はLRMF (フランス美術館群研究所) により調査された後にヴェルサイユの工房で修復された。調査により、いくつかの変異箇所が明らかとなった。画面中央部の平行な縫い目 (ソフォニスバの首の部分を通る切断面上) が見つかり、画面全体の絵具の層は非常に厚い緑がかった茶色のワニスで不明瞭になっていた。また、画面の周辺部分は以前の修復により切断されていた。修復作業は、以前の絵具の層を再現させ、メスでワニスの汚れを除去し、以前の補筆部分を取り除くことによりなされた。その後、衣類の復元がなされ、最終的に作品全体にワニスを施し、修復作業は終了した。